# عملية بيلغورود خاركوف الهجومية الاستراتيجية
عملية بيلغورود خاركوف الهجومية الاستراتيجية أو ببساطة عملية بيلغورود خاركوف الهجومية هي هجوم الصيف الاستراتيجي السوفيتي والذي يهدف إلى استعادة بيلغورود وخاركوف (خاركيف الآن) a  ، وتدمير القوات الألمانية للجيش الرابع بانزرا وجيش مفرزة كيمبف. وتم تسمية العملية باسم عملية بولكوفوديتس روميانتسيف ((بالروسية: Полководец Румянцев)‏)، باسم المشير في القرن الثامن عشر بيتر روميانتسيف وسميت المعركة باسم معركة خاركوف الرابعة من قبل الألمان.  
بدأت العملية في الساعات الأولى من 3 أغسطس 1943، بهدف متابعة عمليات الدفاع السوفيتية الناجحة ضد عملية القلعة الألمانية. كان الهجوم السوفيتي موجها ضد الجناح الشمالي للجيش الألماني في الجنوب. وبحلول 23 أغسطس، استولت قوات جبهتي فورونيج وستيب على خاركوف من القوات الألمانية، أدت العملية إلى انسحاب القوات الألمانية في أوكرانيا خلف نهر دنيبر وتمهيد الطريق لمعركة كييف في خريف عام 1943.

## خلفية
كان ستافكا قد خططت لعملية بولكوفوديتس روميانتسيف لتكون أكبر هجوم صيفي في صيف عام 1943. ومع ذلك، بسبب الخسائر الفادحة التي تكبدتها خلال معركة كورسك في يوليو، كان هناك حاجة إلى وقت لاستعادة التشكيلات السوفيتية وإعادة تجميعها. بدأت عملية بولكوفوديتس روميانتسيف في 3 أغسطس، بهدف هزيمة جيش البانزر الرابع، وجيش كيمبف، والجناح الجنوبي من الجيش الجنوبية. كان من المأمول أيضًا أن يكون جيش بانزر الأول الألماني والجيش السادس الذي تم إصلاحه مؤخرًا محاصرين قبل تقدم قوات الجيش الأحمر إلى بحر آزوف.
شملت القوات السوفيتية جبهة فورونيج وجبهة السهوب، التي نشرت حوالي 1114000 رجل  مع 2418   من الدبابات  و 13,633   البنادق وقاذفات الصواريخ للهجوم، بالمقابل تمكن للجيش الألماني إرسال 200000 رجل و 237  من الدبابات والبنادق الهجومية.

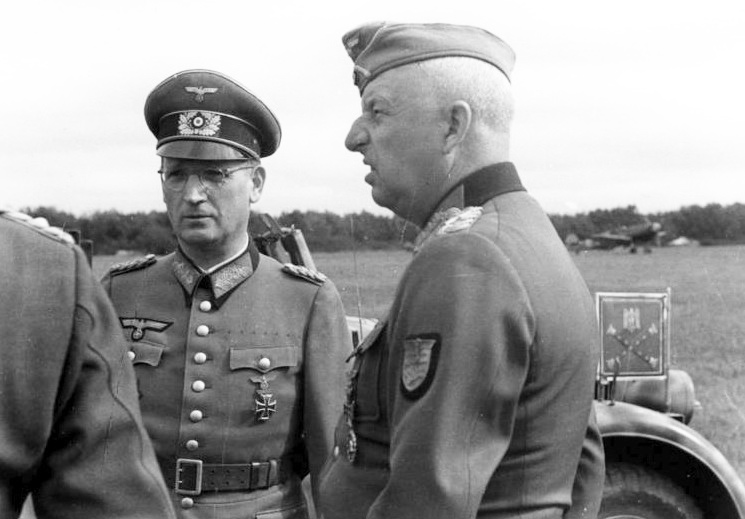
إريك فون مانشتاين (يمين) ورئيس أركانه هانز سبيدل

توقع الجنرال إريك فون مانشتاين ، قائد مجموعة الجيش الألماني الجنوبية، أن يشن السوفييت هجومًا عبر نهري دنيبر وموس في محاولة للوصول إلى البحر الأسود، مما يؤدي إلى قطع امدادات القوات الألمانية في الجزء الجنوبي من مجموعة الجيش الجنوبي في خطه مماثلة لكارثة معركة ستالينغراد.
دعت الخطة السوفيتية جيشي الحرس الخامس والسادس، والجيش 53، إلى الهجوم على قطاع عرضه 30 كيلومترًا، مدعومًا بتركيز المدفعية الثقيلة، واقتحام الخطوط الدفاعية الألمانية الخمسة المتعاقبة بين كورسك وخاركوف. تحمل الجيشان السابقان وطأة الهجوم الألماني في عملية القلعة، سيكون جيش الدبابات الأول وجيش الدبابات الخامس وكلاهما أعيد تجهيزهما بعد انتهاء عملية القلعة، بمثابة مجموعات متنقلة للجبهة وتطوير الاختراق من خلال تطويق خاركوف من الشمال والغرب. شكل جيش الدبابات الأول لميخائيل كاتوكوف الخط الخارجي المواجه للغرب، في حين أن جيش الدبابات الخامس التابع لحرس بافيل روتميستروف سيشكل الخط الداخلي المواجه للمدينة. تم شن هجوم ثانوي على غرب الهجوم الرئيسي من قبل الجيوش 27 و 40 بدعم من أربعة فيالق للدبابات منفصلة. في هذه الأثناء، إلى الشرق والجنوب الشرقي، انضمت جيوش الحرس 69 و 7، تلتها فيما بعد جيش الجبهة الجنوبية الغربية الـ 57، إلى الهجوم. 

## العمليات الهجومية

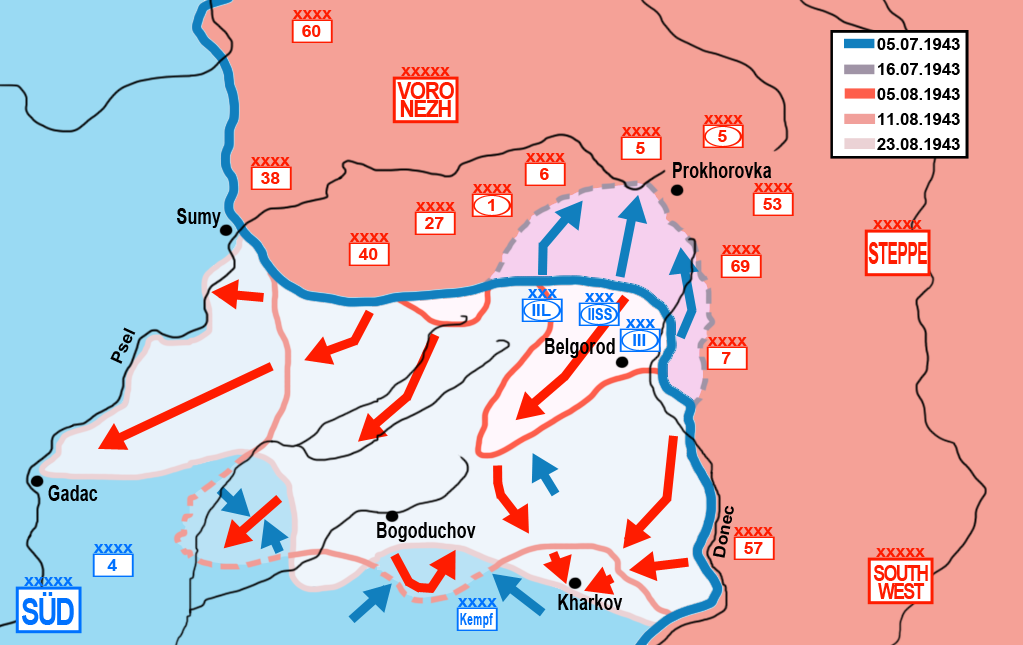
عملية روميانتسيف

تم تحويل الاحتياطيات الألمانية من قطاع أوريل والشمال من مناطق دونباس في محاولة لوقف أو إبطاء الهجمات السوفيتية. اقتصر النجاح علي تأخير   الجيش 40 لمدة يوم واحد. وتم تجميع فيلق بانزر، إلى جانب أربعة فرق مشاة لشن هجوم مضاد على جناح القوات السوفيتية المتقدمة وبعد تسعة أيام بدأ الالمان هجوما ' مضادًا ضد الجيشين السوفيتي بالقرب من بوغودوخوف، علي بعد 30   كم شمال غرب خاركوف. في المعارك المدرعة التالية، دمرت فرق القوات الألمانية الخاصة عددًا كبيرًا من الدبابات السوفيتية، وعانت الجيوش السوفيتية الثلاثة بشدة، وفقدت جيوش الدبابات أكثر من 800 من أصل 1112   الدبابات.   ومن ثم أوقفت التعزيزات السوفيتية الهجوم المضاد الألماني، لكن خطط السوفييت الهجومية الإضافية كانت غير واضحة. 
مع توقف التقدم السوفيتي حول بوغودوخوف، بدأ الألمان الآن في محاولة لسد الفجوة بين دفاعتهم وبدوأ الهجوم المضاد في 18   أغسطس.  وتم محاصرة أجزاء من جيشين سوفيتيين وفيلقين للدبابات، لكن الوحدات المحصورة من السوفييت كانت تتمتعة بالتفوق العددي الكاسح وتمكن العديد من الوحدات السوفيتية من الخروج من الحصار بينما عانت من خسائر فادحة.   بعد هذه النكسة ركزت القوات السوفيتية على خاركوف واستولت عليها بعد قتال عنيف في 23   أغسطس.
يشار إلى المعركة عادة باسم معركة خاركوف الرابعة من قبل الألمان وعملية الهجوم الاستراتيجية بيلغورود خاركوف التي قام بها السوفيت.   تم تنفيذ العملية السوفيتية في محورين أساسيين، أحدهما في محور بيلغورود-خاركوف والآخر في محور بيلغورود-بوغودوخوف. 

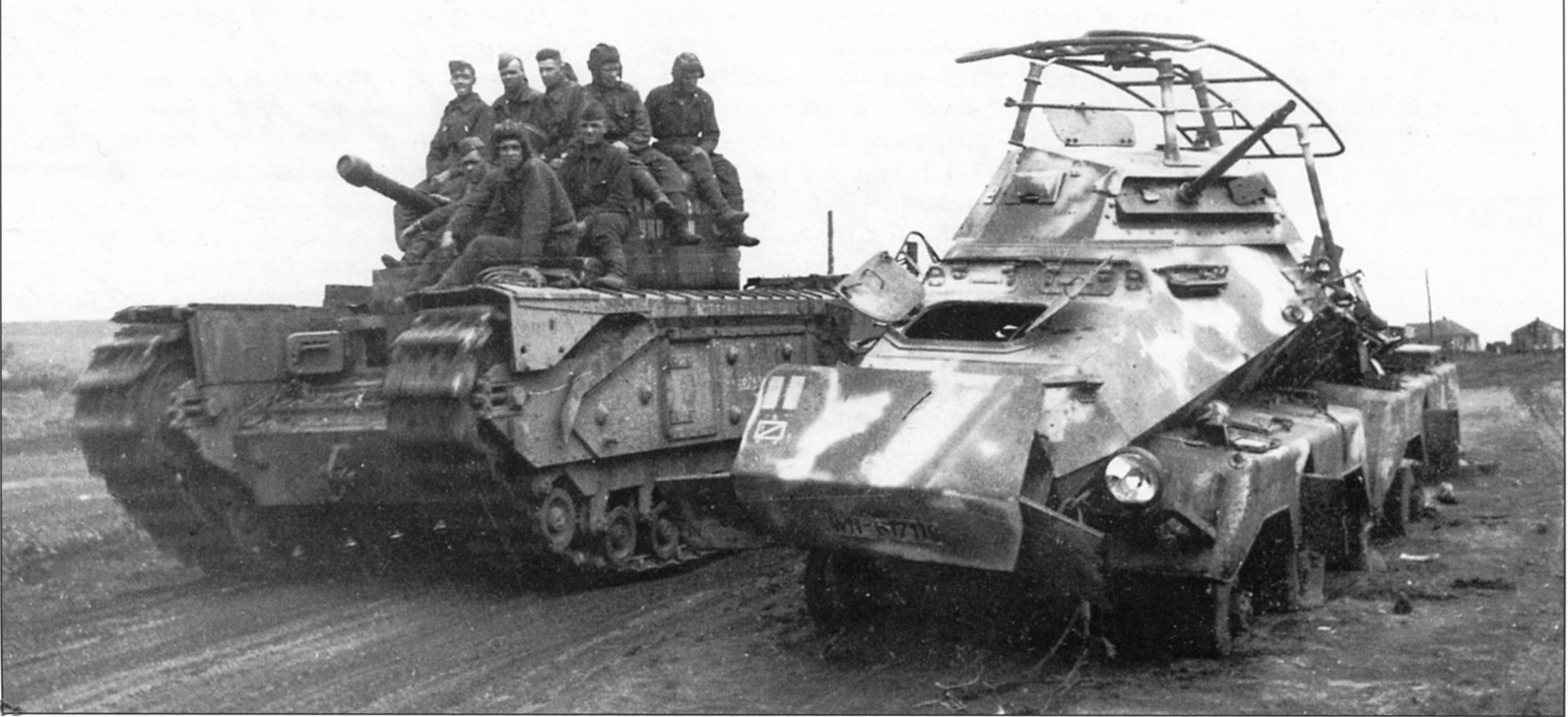
استخدم السوفيت تشرشل إم كيه الرابع تانك في معركة خاركوف الرابعة في عام 1943

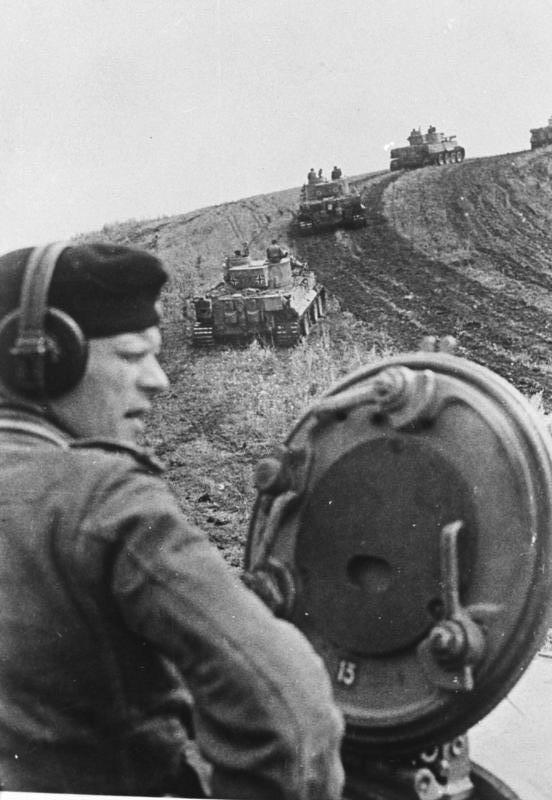
الدبابات الألمانية النمر الأول بالقرب من بيلغورود، أغسطس 1943

## الحواشي
- a  خاركوف هو اسم المدينة الروسية (خاركوف باللغة الأوكرانية)؛ كانت اللغتان الروسية والأوكرانية لغتين رسميتين في أوكرانيا السوفيتية.[10]
- b  كما كانت كتيبة المدفعية الهجومية رقم 905، والأفواج السابعة والثامنة والأربعون المسلّحة بالبنادق '88' الأسطورية جزءًا من الاحتياطي أيضًا.
- c  ادعى هتلر أن خسارة خاركوف ستضر بالمكانة الألمانية، خاصة في تركيا. في الربيع قام القائد الأعلى للقوات التركية بتفقد الدفاعات كضيف وأعلن أنها «منيعة».
- d  غادرت الكتيبة الأولى، فوجي اس اس داس رايت بانزر إلى فرنسا في مايو 1943، قبل معركة كورسك لتلقي دباباتها «الفهود» التي عادت فقط في أواخر أغسطس 1943.

## اقتباسات وملاحظات
1. 1 2  Glantz & House 1995.
2. 1 2 3  Glantz 2001.
3. ↑  Glantz & House p. 241.
4. ↑  Krivosheev 1997.
5. ↑  Koltunov p. 81.
6. ↑  Manstein p. 445
7. ↑  Glantz & House 2015.
8. 1 2 3  Frieser 2007.
9. 1 2 3  Glantz & House 2004.
10. ↑  Language Policy in the Soviet Union by L.A. Grenoble & Eastern Europe and the Commonwealth of Independent States by روتليدج) "نسخة مؤرشفة". مؤرشف من الأصل في 2017-03-21. اطلع عليه بتاريخ 2019-11-13.{{استشهاد ويب}}:  صيانة الاستشهاد: BOT: original URL status unknown (link)